# 曾志忞
曾志忞（1879年—1929年），號澤民，生於上海，中國音樂家、律師，學堂樂歌早期發展的三位代表人物之一。

## 生平
其父親為曾鑄，號少鄉，原籍福建泉州府同安縣，後遷居上海，因經商南洋大米致富，還曾以上海總商會會長的身份，倡議抵制美貨和收回美資控制的蘇浙鐵路。
曾志忞於1901年赴日留學，進入早稻田大學修習法律。受到日本明治維新活躍的音樂文化影響下，他曾記述：「子初至日本，觀其音樂會及訪其教師，一若天仙之隔，高不可仰，蓋崇拜之甚也。」隔年，他加入了沈心工在東京發起組織的「音樂講習會」。1903年，他進入東京音樂學校學習，同年，曾志忞發表了以簡譜和五線譜對照的由他自己填詞的樂歌《練兵》、《游春》、《揚子江》、《海戰》、《新》及《秋蟲》等。這些樂歌是目前目前發現的較早公開發表的“學堂樂歌”，也是現在能見到的中國人正式使用簡譜的早期記錄之一。
1904年5月，曾志忞在沈心工所創立的“音樂講習會”基礎上，重新發起組織“亞雅音樂會”，這是近代第一個新式的音樂社團。曾的夫人曹汝錦是我國最早留日學習小提琴的女生。在這一年為“卒業生送別”的音樂會上，曾氏夫婦的鋼琴合奏成為最引人注目的表演，被當時的報導盛讚為“幽閑勇健，如入歐洲音樂界，使人耳目一清，精神一振”。
曾志忞於1907年回國，不顧父親反對，與高硯耘、馮亞雄等人於暑期在上海開辦「夏季音樂講習會」，傳授歐洲音樂知識，包括樂典、和聲、風琴、洋琴、喇叭、直笛、橫笛、大鼓、小鼓等。
1908年，其父親曾鑄去世，臨終遺言命他在嘉定所設救濟貧困的「義莊」餘款，開辦一所貧兒院，曾志忞遵照父命於是創辦了「上海貧兒院」，附設音樂部，是中國第一個歐洲管弦樂隊。後來因戰爭爆發加上經濟難以維持，在1921年前後結束，曾志忞也舉家遷居北京。1929年病逝於北京，享年五十歲。

## 觀點
隨著舊的教育體制的瓦解科舉被廢，新的學制可說是抄襲歐美、日本，清代以來也沒有所謂的「音樂課」。而作為發展之初的學堂樂歌，欠缺歌曲，不意外地一開始大多將歐洲、美洲、日本的歌曲旋律搭配當下中國應時的歌詞以急就章。但，很明顯地就可以發現大多都出現曲調與歌詞不合的情況，而關於這點，曾志忞就提出：「曲與歌不可離」、「歌與曲不相背」，因為「背與離，音樂之大患也。」
在學堂樂歌之歌詞的部分，曾志忞認為：「今吾國之所謂學校歌曲，其文之高深，十倍於讀本；甚有一字一句，即用數十行講義而幼稚仍不知者。」主張以「適於教育之理論實際」為標準，要達到「童稚習之，淺而有味」的程度。向歐美和日本學校歌唱課學習，「以他國小學唱歌為標本」，然後加以改進。進一步指出，歌詞應「通俗上口又蘊含深意」、「質直如話而又神味雋永」、「知而道，純任自然」、「以小見大，激發志氣」、「求其和平爽美，勃勃有春氣者」。
作為最早公開發表的學堂樂歌六首之一的《海戰》，劉靖之言：「我們不敢肯定《海戰》的曲與詞都是曾志忞的作品……這首歌頗有日本的味道，旋律平淡，節奏零散，談不上起承轉合，一唱完就很容易忘了。由於他的樂歌很少流傳下來，故我們不敢對他的作品妄下評語。」

## 著作
- 《樂理大意》(1903)
- 《唱歌及教授法》(1903)
- 《教授音樂初步》(翻譯) (1904)
- 《教育唱歌集》(1904)
- 《樂典教科書》(翻譯) (1904)
- 《音樂教育論》(1904)
- 《音樂全書》(編纂)，包括〈樂典大意〉、〈唱歌及教授法〉、〈風琴練習法〉等三篇。(1905)
- 《和聲略意》(1905)
- 《和聲學》(校訂) (1905)
- 《國民唱歌集》(1905)
- 《簡易進行曲》(1905)
- 《教育唱歌集》(1905)
- 《名人樂論：日本音樂之非真音樂》(翻譯) (1905)
- 《音樂四哭》(1906)